# Nick Hækkerup
Nick Hækkerup, född 3 april 1968 i Fredensborg, Danmark är en dansk forhenværende socialdemokratisk politiker. Han är sedan 1 juni 2022 direktör för  Bryggeriforeningen. Han har tidigare varit justitieminister, försvarsminister, handels- och europaminister och hälsominister. Han satt i Folketinget 2007-2022 och var vice partiledare för Socialdemokraterne 2005-2012. Han blev vald in i Folketinget vid Folketingsvalet 2007 med 10 721 personröster. Hækkerup har tagit cand.jur.- och doktorsexamen i EU- och folkrätt vid Köpenhamns universitet.

## Bakgrund
Hækkerup är från en politisk släkt. Han är son till Klaus Hækkerup, politiker (borgmästare i Fredensborg-Humlebæk kommun och satt i Folketinget 1988 för Socialdemokratiet) och Irene Hækkerup, skolinspektör. Hækkerup är barnbarn till ministern Per Hækkerup samt vice ordförande för Folketinget Grete Hækkerup och barnbarnsbarn till Hans Kristen Hækkerup, som även han suttit i Folketinget. Hans bror Ole Hækkerup har också suttit i Folketinget för Socialdemokratiet och farbrodern Hans Hækkerup var försvarsminister i de socialdemokrateiska regeringarna 1993-2001 bildade av Poul Nyrup Rasmussen. Släkten har kallats det närmsta Danmark har en Kennedy-klan.
Hækkerup tog 1987 studenten från Frederiksborg gymnasium och tog en cand.jur-examen vid Köpenhamns universitet 1994. Han tog doktorsexamen i juridik 1998 med en avhandling om kontroll och sanktioner i EU-rätten. Han var adjunkt vid universitetet under perioden 1998-2000. 
Han var 2000 medförfattare av boken "Udvikling i EU siden 1992 på de områder, der er omfattet af de danske forbehold", utgiven på Dansk Udenrigspolitisk Institut och 2001 skrev han "Controls and sanctions in the EU law" på DJØF:s forlag. Han gjorde värnplikt vid Søværnets Eksercerskole i Auderød..
Han är gift med Petra Freisleben Hækkerup, som är landskapsarkitekt. Tillsammans har de fyra barn.

## Politisk karriär

### Borgmästare
Hækkerup valdes in i kommunfullmäktige (byrådet) i Hillerøds kommun 1993. Han blev 2000 Danmarks yngste borgmästare och han fick 2005, vid det sista kommunvalet i Hillerød, 8 658 personröster. när Socialdemokraterne tog 15 av 27 platser i fullmäktige.
I 2001 valde det amerikanska biotechföretaget Biogen Idec att placera sin första internationella produktionsanläggning i Hillerød. Kommunen beslutade i den förbindelsen att alltid svara inom 24 timmar och att sköta myndighetsbehandlingen på engelska. Den förda näringspolitiken i Hillerød medförde att Nick Hækkerup vid lokalvalet mottog mer stöd från näringslivet än från fackföreningsrörelsen. Nick Hækkerup har uttalat till Berlingske Tidende, att "Det hænger sammen med, at det lykkedes at tiltrække flere videnstunge virksomheder til Hillerød, samtidig med at alle andre talte om udflytning af jobs. Derfor fik jeg også betydelige tilskud fra arbejdsgiverne i Hillerød, da jeg stillede op til Folketinget. De har formentlig valgt at se ud over deres fordomme og sige; jamen selv om Nick er socialdemokrat, så har vi en forventning om, at han kan tage noget af det, der lykkedes i Hillerød, med til Christiansborg."
Nick Hækkerup blev den 2 juni 2010 i programmet Operation X anklagad för att ha överträtt lagen då Hillerød kommun köpte mark i Skævinge för att tjäna pengar på vidareförsäljning. Statsforvaltningen dömde den 26 oktober 2011 att det inte begåtts något olagligt.

### Folketingsledamot
Hækkerup valdes in i Folketinget vid Folketingsvalet 2007 och lämnade då kommunpolitiken. Under den första valperioden var han socialdemokraterna ledare i skattutskottet. Han var en av huvudarkitekterna bakom Socialdemokraterne och Socialistisk Folkepartis skattepolitiska utspel Fair Forandring.
I 2009 gav nättidningen Altinget Hækkerup betyget 8 på en skala 1-9  baserat på kriterierna synlighet, fackkompetens och politiskt kunnande. Avisen skrev bl.a. "Han er kendt for at være en dygtigt strategisk tænkende politiker og har da også været en ledende kraft i udarbejdelsen af Socialdemokraternes nye skattepolitik."
I 2008 gick Hækkerup in i debatten mellan Socialdemokraterne och Dansk Folkeparti. Han citerades den 3 juli för att säga »Det er simpelthen et parti, som synes, at sorte mennesker skal ud af landet, og ikke er lige så meget værd som os«. Han modererade senare sitt uttalande. Lars Løkke Rasmussen, dåvarande inrikes- och hälsominister, sa 2006 om Nick Hækkerup: "Han er dygtig og kompetent. Og så er han professionel i sin uenighed: Man kan sagtens have sammenstød med ham og så i øvrigt have et kanon samarbejde."

### Minister
Nick Hækkerups linje som försvarsminister var att fortsätta Danmarks aktivistiske utrikespolitik. Som försvarsminister genomförde Hækkerup nedskärningar på 3 miljarder DKK. Det var nedskärningar på 1 miljard mer, än den tidigare VK-regering beslutat om. Nick Hækkerup inledde också ett arbete för att modernisera det danska försvarets struktur, inklusive en eventuell nedläggning av försvarskommandot. Den 20 mars 2012 utnämnde Nick Hækkerup brigadgeneral Peter Bartram till ny försvarschef. Processen hade föregåtts av ett ramaskri, främst på grund av att Nick Hækkerup hade annonserat ut tjänsten i flera tidningar och därmed brutit mot den rotationsprincip mellan de tre försvarsgrenarna som tidigare hade dikterat vem som skulle bli nästa försvarschef.
Den 9 augusti 2013 genomförde Helle Thorning-Schmidt en ministerrokad, där den tidigare europaministern Nicolai Wammen ersatte Hækkerup på försvarsministersposten. I stället blev Hækkerup ny EU- och handelsminister, der var et ministerium skabt ved at lægge Handelsministeriet og Europaministeriet sammen. SF lämnade regeringen Helle Thorning-Schmidt I i februari 2014, vilket medförde en ny ministerrokad. Denna gång blev Hækkerup hälsomininster, en post han behöll till regeringens avgång efter folketingsvalet 2015
Efter folketingsvalet 2019 ingick han i regeringen Frederiksen I som justitieminister. Han fick som justitiemininster kritik för sitt agerande under minksaken.
 Den 1 maj 2022 valde Nick Hækkerup att avgå som justieminister och lämnade politiken för att blir direktör för Bryggeriforeningen från 1 juni 2022.